# Tabala (Lydien)
Koordinaten: 38° 37′ N, 28° 48′ O
Tabala (altgriechisch Τάβαλα) war eine antike Stadt im Nordosten der kleinasiatischen Landschaft Lydien beim heutigen Burgaz, ungefähr 15 km östlich von Kula in der westlichen Türkei.
Die Stadt lag am Nordufer des Flusses Hermos. Antike Ruinen sind kaum erhalten. Wie groß das Territorium von Tabala war, ist in der Forschung umstritten. Sie ist aus dort geprägten Münzen bekannt. Inzwischen wurden auch zahlreiche Inschriften gefunden. Am bedeutendsten davon ist eine Eingabe an den römischen Kaiser Pertinax aus dem Jahr 193 n. Chr., die darüber Klage führt, dass Soldaten ohne Anlass Requisitionen durchgeführt hatten. In römischer Zeit gehörte Tabala zum Gerichtsbezirk (conventus) von Sardes in der Provinz Asia. Auf ein spätantikes Bistum der Stadt geht das Titularbistum Tabala der römisch-katholischen Kirche zurück.